# Tinqueux
Tinqueux é uma comuna francesa na região administrativa do Grande Leste, no departamento de Marne. Estende-se por uma área de 4.15 km², e possui 10.154 habitantes, segundo o censo de 2018, com uma densidade de 2.400 hab/km².